# Apogon leslie
Apogon leslie är en fiskart som först beskrevs av Schultz och Randall 2006.  Apogon leslie ingår i släktet Apogon och familjen Apogonidae. Inga underarter finns listade i Catalogue of Life.